# Розен, Алексей Александрович
Барон Алексе́й Алекса́ндрович Ро́зен (1812—1867) — русский военнослужащий, участник Кавказских войн, генерал-майор.

## Биография
Сын героя Наполеоновских войн барона Александра Владимировича Розена 2-го; происходил из дворян Эстляндской губернии, родился 29 января 1812 года. Воспитывался сначала в Царскосельском лицейском пансионе, а затем в Школе гвардейских подпрапорщиков и кавалерийских юнкеров.
Назначенный подпрапорщиком в лейб-гвардии Преображенский полк 8 мая 1829 года, он 10 декабря был переведён лейб-гвардии в Драгунский полк, а в 1831 году — в лейб-Кирасирский Его Величества полк и в этом полку был произведён 15 мая 1832 года в корнеты и 25 июля 1834 года в поручики.
В 1836 году барон Розен отправился на Кавказ и принимал участие в военных действиях против закубанских горцев, состоя в отрядах под командованием генерала Вельяминова. Награждённый за боевые подвиги орденом св. Анны 3-й степени с бантом (9 мая 1837 года), он возвратился в Санкт-Петербург и 22 апреля 1840 года был переведён в Уланский Его Высочества Наследника Цесаревича полк с чином ротмистра; по возвращении в действующую армию, он переведён был, с чином майора, в Гусарский Короля Ганноверского полк.
В 1845 году был зачислен по кавалерии и назначен в Кавказское линейное казачье войско с прикомандированием к Сунженскому № 1 казачьему полку. С этого времени началась его деятельность на Кавказе, во время которой он отличился в целом ряде искусно произведенных фуражировок и схваток с чеченцами во время венных действий в Малой Чечне. За храбрость, оказанную в 1846 году в знаменитом сражении при Валерике и других делах, был награждён орденом св. Владимира 4-й степени с мечами и бантом.
При вторжении Шамиля в Кабарду, барон Розен из Владикавказа двинулся с полком на Военно-Грузинскую дорогу и с сотней казаков лихо преследовал арьергард скопищ Шамиля, нанеся ему серьёзное поражение при переправе через реку Сунжу. По возвращении во Владикавказ он снова был послан на рекогносцировку реки Сунжи (причём 3 июня разъезд его подвергся нападению чеченцев) и после упорного боя заставил горцев отступить. За это дело, а равно за бой 5 июля в лесу между Казах-Кичу и Ассой он был награждён орденом св. Анны 2-й степени с мечами.
В 1847 году барон Розен был назначен командиром Гребенского казачьего полка и во главе его предпринял несколько смелых набегов на горцев. 12 июля, при вторичном деле на реке Валерике, он несколько раз выбивал горцев с позиции и, наконец, овладел лесом, а затем нанес, со своим полком, решительный удар при отражении атаки Нур-Али и Магомета-Мирзы-Назарова в Бамутском ущелье. За боевые отличия в этих делах он был 8 апреля 1848 года произведён в подполковники.
31 января 1849 года со своими казаками и командуя всей кавалерией Чеченского отряда, Розен произвёл набег на неприятельские хутора, прилегающие к реке Гудермесу, и за победу, одержанную над горцами, был 6 октября награждён золотой саблей с надписью «За храбрость». В 1850 году за храбрость, проявленную при взятии Шалинского окопа, когда, во главе своих казаков, барон Розен врубился в толпы горцев и рассеял их, он 9 апреля был произведён в полковники, а 1 октября с одним своим полком отразил ночное нападение неприятеля на Щедринскую станицу.
В конце 1850 и в начале 1851 года Розен с гребенскими казаками всё время имел непрерывные стычки с чеченскими абреками и в том же году, поступив со своим полком под командование князя Барятинского, двинулся в знаменитый его поход к Герменчуку, а оттуда к Шалинской поляне. Князь Барятинский сразу оценил храбрость барона Розена и после первого удачного дела представил его к ордену св. Анны 2-й степени с императорской короной. С 7 по 30 сентября барон Розен производил рекогносцировки по направлению к Мескит-Юрту и при переправе через Терек разбил несколько партий чеченцев. 26 ноября 1851 года он за беспорочную выслугу 25 лет в офицерских чинах был награждён орденом св. Георгия 4-й степени (№ 8620 по кавалерскому списку Григоровича — Степанова).
По случаю появления скопищ Шамиля в 1852 году Розен участвовал в движении отрядов из крепости Грозной на Большую Чечню, руководил действиями всей кавалерии при истреблении аулов на Аргуни и за храбрость, оказанную в целом ряде дел, и за распорядительность был награждён орденом св. Владимира 3-й степени с мечами и назначен командиром 9-й (впоследствии 10-й) бригады Кавказского (бывшего Линейного) казачьего войска.
В следующем году 17 ноября, в 35 верстах от станицы Червинской, его бригада была атакована со всех сторон чеченцами, засевшими в неприступных скалах. Разделившись на две части, барон Розен напал на них и после кровопролитной схватки рассеял, причём главные силы горцев были истреблены; за это дело он был награждён бриллиантовым перстнем с вензелем Его Величества. В том же году, разбив Чеченцев под Исти-Су, кавалерия Розена, составляя авангард Чеченского отряда, двинулась к станице Николаевской, а затем, после ряда стычек с горцами, подошла к крепости Грозной, откуда Розен снова выступил в поход против горцев и с боя занял аул Холин со всем имуществом, истребил 6 аулов по реке Сунже, построил мост через неё и разработал дорогу к Умахан-Юрту.
При движении с отрядом вверх по реке Джалке им было уничтожено ещё 10 аулов, причём уничтожение каждого из них сопровождалось долгим и кровопролитным боем. При возвращении обратно отряд встретил сопротивление в Халин-ауле, снова занятом неприятелем, — и Розену было поручено выбить оттуда горцев; со своими гребенцами он выполнил это поручение и затем двинулся к переправе Топли на реке Аргуне. Здесь на него была возложена трудная задача разработки прямого сообщения на Умахан Юрт: во все время работ Чеченцы осыпали огнём работающие войска. По разрушении Шалинского окопа, Розен возвратился в крепость Грозную.
В 1855 году его боевая деятельность снова проявилась, в составе Чеченского отряда, в жарких боях: под аулом Эльдырхан, в Герзелинском лесу и в движении через него, при истреблении сплошного ряда аулов по реке Дока-Шавджу и по правому берегу реки Сунжи, а также во многих других делах этого отряда Розен выказал примерную храбрость, командуя отдельными отрядами, и вновь удостоился получить перстень с вензелем Его Величества.
В 1856 году, во время нового похода в Большую Чечню, Розен принимал участие во всех боях и перестрелках, находясь все время в авангарде действующих отрядов, а в 1857 году, в бытность свою в том же отряде, в ночь на 7 сентября, он отбил нападение чеченцев на Гребенской казачий полк и потом опять был в целом ряде военных действий.
12 июля 1858 года барон Розен был произведён в генерал-майоры с назначением инспектором линейных батальонов левого крыла Кавказской линии (впоследствии Терской области), в 1859 году награждён был орденом св. Станислава 1-й степени с мечами, в 1860 года — орденом св. Анны 1-й степени, в 1862 году получил корону и мечи к этому ордену, а в 1864 году удостоился ордена св. Владимира 2-й степени с мечами.
Зачисленный в списки Гребенского казачьего полка и Терского казачьего войска, барон Розен в 1865 году поступил в запас армейской кавалерии. Умер в Санкт-Петербурге 14 декабря 1867 года, похоронен на Тихвинском кладбище Александро-Невской лавры.
Яркую характеристику Розену оставил М. Я. Ольшевский, хорошо знавший его по совместной службе на Кавказе:

«Барон Розен, по тихому своему характеру, доброте и рыцарской честности, был бы вполне достойным человеком, если бы не был до крайности подозрителен, не любил посплетничать и выдумывать то, чего никогда не бывало. При встрече с ним непременно услышишь от него не одну небывалую нелепицу.
— Да откуда вы это слышали, барон? — спросишь у него.
— Да уж я знаю наверное, мне сказал такой-то, по секрету, — ответит он шёпотом и таинственно.

А на поверку выходит неправда. Выдумал, сидя на балконе своего дома, под воркованье голубей, которыми он всегда был окружён. Эти недостатки вредили ему много и заставляли всех вести себя с ним осторожно».